# Micrurus camilae
Micrurus camilae este o specie de șerpi din genul Micrurus, familia Elapidae, descrisă de Juan Manuel Renjifo și John G. Lundberg în anul 2003. Conform Catalogue of Life specia Micrurus camilae nu are subspecii cunoscute.